# مصطفى شوقي
مصطفى فهمي شوقي معماري مصري (ولد سنة 1915).

## مسيرته
ولد لأب ريفي وأم من أصل تركي، نشأ مصطفى في رحاب حي السيدة زينب. درس في جنينه قاميش أثناء المرحلة الابتدائية والاعدادية في مدرسة محمد علي، والخديوي إسماعيل الثانوية الكائنتين في هذا الحي وخلال هذه الفترة عرف معني الانتماء.
انتقل إلي حي الزمالك عندما اختير والده سكرتيرا خاصا للملك فؤاد الأول. ثم التحق بقسم العمارة بكلية الهندسة جامعة القاهرة، حيث تعلم ما هي العمارة وفنونها من أساتذته علي جبر وحسن شافعي وشريف نعمان ، وحصل علي بكالوريوس العمارة عام 1938 بدرجة امتياز.
عين مهندسا بمصلحة المباني الأميرية وقام بالعمل مع المهندسين أبو بكر خيرت وأحمد صدقي كما كان يعمل بعد الظهر في مكتب علي جبر ثم مكتب أحمد صدقي وكان لكل من هؤلاء نصيب في تأكيد هويته من زاويتها العملية. سافر إلي أمريكا في بعثة علمية عملية وحصل علي درجة الماجستير عام 1947.
بعد عودته من البعثة شارك وزميله صلاح زيتون في مكتب خاص لممارسة المهنة علاوة علي عمله في الحكومة، واستمرت هذه المشاركة حوالي أربعون عاما. قام خلالها بتحضير رسومات والإشراف على تنفيذ مشروعات لمباني متنوعة ومتعددة سواء داخل الجمهورية أو في البلاد العربية، بلغ عدد أهمها حوالي مائة وعشرون مشروعا في مشواره المعماري خلال نصف قرن
ومن المشروعات القومية التي قام بتصميمها والإشراف علي تنفيذها:
- الوحدات المجمعة في الريف المصري.
- مطار القاهرة الدولي.
- إستاد القاهرة الرياضي.
- التخطيط الابتدائي لمدينة العاشر من رمضان.
- إنقاذ معابد فيله بأسوان من الناحيتين التخطيطية والمعمارية.
- معهد ناصر للبحوث والعلاج.

- ومن أهم المشروعات الأخرى:

- مصانع الألبان المبستره بالقبة ودمياط.
- مستشفي منشية البكري.
- مصنع شيندلر للمصاعد بمصر الجديدة.
- فندق سفير بالدقي.
- بالإضافة إلي عدد كبير من العمارات السكنية والفيلات الخاصة منها عمارة مراد وهبة والبرج السكني لجمعية القناة للإسكان.

## حاصل على
- جائزة الدولة التشجيعية تقديرا للأعمال الممتازة في الفنون المعمارية عام 1963 وكان ثاني مهندس معماري يحصل عليها.
- وعلي شهادة تقدير من المؤتمر الثاني للمعماريين عام 1986 تقديرا لدوره الخلاق في تطوير العمارة المصرية المعاصرة وإرساء تقاليد نبيلة لممارستها واعترافا بفضله العظيم في تعليم وتدريب أجيال متعاقبة من المعماريين.
- وعلي جائزة الدولة التقديرية في الفنون عام 1990 وكان رابع مهندس معماري يحصل عليها.

## حائز على
- وسام الجمهورية من الدرجة الرابعة عام 1955.
- وسام الجمهورية من الطبقة الثالثة عام 1963.
- وسام العلوم والفنون من الطبقة الأولي عام 1963،1982.
- وسام العلوم والفنون من الطبقة الأولي عام 1990.
- وسام الرياضة من الطبقة الأولي عام 1986.

## عضوا
- بشعبة الإسكان والتعمير بالمجالس القومية المتخصصة.
- بجمعية التخطيط المصرية.
- بمجلس إدارة الهيئة العامة للآثار المصرية (سابقا).
- بلجنة العمارة بالمجلس الأعلى للثقافة (سابقا).
- بمجلس إدارة المكتب العربي للتصميمات والاستشارات الهندسية (سابقا).
- اختير بواسطة الهيئة العامة للاستعلامات عام 1992 ضمن الموسوعة القومية عن الشخصيات المصرية التي ساهمت بدور بارز في شتي مجالات الحياة المصرية.

## روابط اخري
1. ↑  "تمهيــــــــد". mostafa.shawky.info. مؤرشف من الأصل في 2005-02-09. اطلع عليه بتاريخ 2021-05-31.
2. ↑  "المنهج والفكر لمشروعاتي المعمارية:". mostafa.shawky.info. مؤرشف من الأصل في 2004-12-12. اطلع عليه بتاريخ 2021-05-31.
3. ↑  "Flash Magazine". www.facebook.com (بالإنجليزية). Archived from the original on 2021-06-02. Retrieved 2021-05-31.
4. ↑  "لحظات سعيدة في مشواري حياتي". mostafa.shawky.info. مؤرشف من الأصل في 2005-02-09. اطلع عليه بتاريخ 2021-05-31.

## روابط خارجية
- موقع المعماري مصطفي شوقي
- لقاء تلفزيوني مع المهندس مصطفى